# Дёгер (Ихсание)

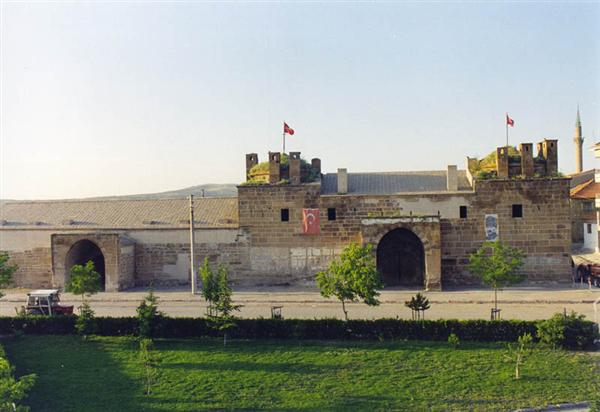
Карвансарай в посёлке Дёгер

Дёгер (тур. Döğer) — посёлок в иле Афьонкарахисар, в илче Ихсание.

## Население
Население посёлка на 2011 год состояло из 5450 человек.Уроженцем посёлка также является  турецкая легкоатлетка Мынгыр, Гюльджан.